# Olodiames orientals
Els olodiames orientals són els membres d'un clan ijaw que viuen a l'estat de Bayelsa. Els olodiames orientals, que tenen el mateix origen que els olodiames orientals prenen els eu nom d'Igbedigbolo (àlies Olodi o Olode), que fou el fill gran d'Ijo que va abandonar la regió de Benin City.
Els olodiames orientals parlen el dialecte olodiama est de la llengua izon.
El clan dels olodiames orientals es fundà molt abans del segle xiv, entre el 900 i el 1200 d. de C.

## Història
Quan van abandonar la regió de Benin City, els olodiames es van establir al centre del delta del Níger. Olodi i la seva família va abandonar la seva regió d'origen amb altres famílies i van anar a la zona del riu Nun. Alguns d'ells van fundar al ciutat d'Ikoro a prop de Benin City. En aquella primera època del clan els avantpassats dels olodiames van anar a viure a Oporoma, ciutat que els descendents d'Olodi van abandonar per a fundar el seu propi poblat (Olodi-Ama). Aquesta fou abandonada posteriorment i van fundar altres poblats com Ikebiri, Ondewari, Olugbobiri i Ikeingha. Més tard alguns descendents d'Olodi també van fundar Olodiama i Onyoma a la zona de Nembe.
Els olidiames occidentals es van escindir dels olodiames orientals quan van tornar a Ikoro.